# Chio-chan no Tsūgakuro
Chio-chan no Tsūgakuro (ちおちゃんの通学路?), también conocida como Chio's School Road en inglés, es una serie de manga japonesa escrita e ilustrada por Tadataka Kawasaki. Fue serializado en la revista Monthly Comic Flapper de Media Factory desde abril de 2014 hasta septiembre de 2018. Una adaptación de la serie de televisión de anime de 12 episodios de Diomedéa se emitió de julio a septiembre de 2018.

## Sinopsis
La historia presenta una premisa simple: la chica de secundaria Chio Miyamo caminando de su casa a su escuela. Sin embargo, lo que sucede entre estos dos puntos varía de un día a otro, desde extrañas conversaciones con su amiga Manana Nonomura, cómo lidiar con bandas de motociclistas y realizar hazañas de parkour que desafían a la muerte.

## Personajes
Chio Miyamo (三谷裳 ちお Miyamo Chio?)
 Seiyū: Naomi Ōzora
Chio es una chica de secundaria que experimenta todo tipo de locuras en su camino a la escuela. Es una ávida jugadora, especialmente de videojuegos occidentales, y ocasionalmente intenta poner en práctica su experiencia de juego con distintos grados de éxito.
Manana Nonomura (野々村 真奈菜 Nonomura Manana?)
 Seiyū: Chiaki Omigawa
Manana es la mejor amiga de Chio y ha estado con ella desde la escuela primaria. A pesar de su estrecha amistad, los dos ocasionalmente intentarán apuñalarse por la espalda.
Yuki Hosokawa (細川 雪 Hosokawa Yuki?)
 Seiyū: Kaede Hondo
Yuki es el compañero de clase de Chio y un as del deporte. Es muy educada y, a menudo, ajena a cómo la ve la gente.
Momo Shinozuka (篠塚 桃 Shinozuka Momo?)
 Seiyū: Minori Suzuki
Momo es miembro del comité de moral pública de la escuela de Chio y está enamorada de su maestra, Gotō.
Madoka Kushitori (久志取 まどか Kushitori Madoka?)
 Seiyū: Yō Taichi
Madoka es una estudiante de último año en la escuela de Chio y es capitana del Club Kabaddi. Tiene una gran pasión por el kabaddi, y finalmente se da cuenta de que no se basa en el deporte en sí, sino en que es la excusa perfecta para manosear a otras chicas.
Gotō (後藤?)
 Seiyū: Hiroki Takahashi
Gotō es un maestro en la escuela de Chio que siempre espera en las puertas de la escuela cuando los estudiantes llegan todas las mañanas. Si bien es severo, se preocupa profundamente por sus alumnos y disfruta enormemente de su trabajo.
Mayuta Andō (安藤 繭太 Andō Mayuta?)
 Seiyū: Rikiya Koyama
Mayuta es un exlíder de una pandilla de motociclistas que es engañado por Chio para que abandone su pandilla y ahora busca ganarse la vida honestamente como empleado de una tienda de conveniencia. Está enamorado de Chio y, a menudo, hace todo lo posible para impresionarla.
Chiharu Andō (安藤 ちはる Andō Chiharu?)
 Seiyū: Saya Aizawa
Chiharu es la hermana menor de Mayuta y tiene la mala costumbre de intentar tocar el trasero de otras personas. Ama muchísimo a su hermano mayor y está motivada a encontrar a la mujer que lo hizo abandonar su pandilla.

## Contenido de la obra

### Anime
Originalmente, se programó el estreno de una adaptación de la serie de televisión anime de 12 episodios en abril de 2018, pero la fecha de lanzamiento se retrasó hasta el 6 de julio y concluyó el 21 de septiembre de 2018. Fue dirigida y escrita por Takayuki Inagaki en Diomedéa, con diseños de personajes de Mayuko Matsumoto. Crunchyroll transmitió la serie. El tema de apertura es "Danger in my Tsūgakuro" de Naomi Ōzora, Chiaki Omigawa y Kaede Hondo, mientras que el tema final es "Nanairoad" de Ōzora y Omigawa.